# Makito Uehara
Makito Uehara (japanisch 上原 牧人 Uehara Makito; * 20. November 1998 in der Präfektur Okinawa) ist ein japanischer Fußballspieler.

## Karriere
Makito Uehara erlernte das Fußballspielen in der Jugendmannschaft des Takara FC, den Schulmannschaften der Oroku Jr. High School und der Naha Nishi High School sowie in der Universitätsmannschaft der Josai International University. Von Juli 2020 bis Saisonende wurde er von der Universität an den FC Ryūkyū ausgeliehen. Der Verein, der in der Präfektur Okinawa beheimatet ist, spielte in der zweiten japanischen Liga, der J2 League. Sein Zweitligadebüt gab er am 16. August 2020 im Auswärtsspiel gegen Thespakusatsu Gunma. Hier wurde er in der 89. Minute für Ren Ikeda eingewechselt. 2020 absolvierte er 15 Erstligaspiele für Ryūkyū. Nach Ende der Ausleihe wurde er Anfang 2021 von Ryūkyū fest unter Vertrag genommen. Am Ende der Saison 2022 belegte Ryūkyū den vorletzten Tabellenplatz und musste in die dritte Liga absteigen. Nach insgesamt 115 Ligaspielen wechselte er im Januar 2025 zum Erstligaabsteiger Sagan Tosu.